# Zack Ryder
Matthew Cardona (ur. 14 maja 1985 w Merrick, Nowy Jork) – profesjonalny amerykański wrestler, występujący w federacji Impact Wrestling pod swoim prawdziwym nazwiskiem. Pracuje również m.in. dla Game Changer Wrestling, gdzie posiadał tytuł GCW World Championship oraz National Wrestling Alliance. Najbardziej znany jest ze swoich występów w federacji WWE, z którą był związany od 2005 do 2020 roku pod pseudonimem Zack Ryder.
Jego najkrótsza, a zarazem przegrana walka o tytuł mistrzowski WWE, którą stoczył przeciwko Sheamusowi, trwała 10 sekund. Występował w programie WWE Superstars oraz WWE Raw. Kibice uznali go za Internet Championa. 29 lipca 2011 na SmackDown! został asystentem Generalnego Managera Smackdown Teddiego Longa. Podczas Vengeance walczył z Dolphem Zigglerem o pas Stanów Zjednoczonych, jednak przegrał pojedynek. Na gali WWE Tables, Ladders & Chairs w końcu wygrał walkę z Dolphem Ziglerem i zdobył pas. 16 stycznia na WWE Raw stracił pas Stanów Zjednoczonych na rzecz Jacka Swaggera. Na Wrestlemanii XXVIII walczył w drużynie Teddy’ego Longa, przeciwko drużynie Johna Laurinaitisa, która przegrała walkę. Na gali Over The Limit 2012 przegrał z Kane’em w walce „Pre-Show”, która była transmitowana na żywo na oficjalnym kanale WWE na YouTube. Podczas Wrestlemanii XXXII wygrał Ladder Match, a stawką tej walki był tytuł Interkontynentalny.
15 kwietnia 2020 został zwolniony z WWE.
Prowadził swój kanał na YouTube, na którym zamieszczał serię odcinków ze swoim udziałem o nazwie „Z! True Long Island Story”.
Styl walki
Finishery
- Rough Ryder (Jumping Leg Drop to face)

Signatures
- Ryder Boot (Corner face wash)

## Osiągnięcia
- WWE Tag Team Championship z Curtem Hawkinsem (2 razy)
- WWE United States Championship (1 raz)
- WWE Internet Champion (tytuł nieoficjalny)
- WWE Slammy Award Superstar of the Year (2011)
- WWE Intercontinental Championship (1 raz)